# Urząd Kappeln-Land
Urząd Kappeln-Land (niem. Amt Kappeln-Land) – urząd w Niemczech w kraju związkowym Szlezwik-Holsztyn, w powiecie Schleswig-Flensburg. Siedziba urzędu znajduje się w mieście Kappeln.
W skład urzędu wchodzą cztery gminy:
1. Arnis
2. Grödersby
3. Oersberg
4. Rabenkirchen-Faulück